# Kommissarie Rebus
Kommissarie Rebus (engelska: Rebus) är en skottsk kriminalserie som hade premiär på BBC den 17 maj 2024. Serien är baserad på Ian Rankins romaner om kommissarie Rebus. I Sverige hade den premiär på SVT den 18 juni 2025.

## Handling
Kriminalkommissarie John Rebus tvingas balansera mellan lagen och sin egen moraliska kompass när hans bror dras in i ett brutalt gängkrig på Edinburghs gator.

## Rollista
- Richard Rankin – Kriminalkommissarie John Rebus[6]
- Lucie Shorthouse – Kriminalinspektör Siobhan Clarke[6]
- Thoren Ferguson – Poliskommissarie Malcolm Fox[6]
- Caroline Lee-Johnson – Intendent Gill Templer[6]
- Sean Buchanan – George Blantyre, Johns mentor[6]
- Michelle Duncan – Maggie, Georges fru[6]
- Stuart Bowman – Ger Cafferty, en gängledare[6]
- Noof Ousellam – Darryl Christie, en mäktig affärsman[6]
- Brian Ferguson – Michael Rebus, Johns bror[6]
- Neshla Caplan – Chrissie, Michaels fru[6]
- Amy Manson – Rhona, Johns ex-fru och Sammys mor[6]
- Mia McKenzie – Sammy, John och Rhonas dotter[6]

## Produktion
Serien tillkännagavs i november 2022, som deputproduktion för svenska Viaplay i Storbritannien. I mars 2023 tillkännagavs Richard Rankin som huvudrollsinnehavare. I april tillkännagavs birollerna, tillsammans med att inspelningen hade börjat.
Avsnitten är skrivna av Gregory Burke,  regisserade av Niall MacCormick och Fiona Walton, med Burke och Ian Rankin som executiva producenter. Serien har sex avsnitt.
I mars 2024 efter att filmproduktionen var klar, valde Viaplay pga ekonomiska problem att lämna sin verksamhet i Storbritannien och sålde serien till BBC.
I juli 2025 meddelades att säsong två hade påbörjats.